# カーディガンズ
カーディガンズ（英語: The Cardigans）は、スウェーデンのバンド。1992年に結成。キュートなボーカルと60年代風のアコースティックなロックサウンドでスウェディッシュ・ポップのブームを巻き起こした。

## 来歴
1992年10月に、ピーター・スヴェンソンとマグナス・スヴェニンソンを中心に結成。この2名は元々ヘヴィメタルを演奏しており、カーディガンズはブラック・サバスの楽曲もレパートリーとしている。ここにマグナスの幼馴染でバンド仲間であったベン・ラガーバーグ、マテアス・アルフェイム、さらにマテアスのクラスメイトであったニーナ・パーションが参加してバンドが誕生する。
結成から1年が過ぎた頃マテアスが脱退し、ベンの友人でありスタジオに見学に来ていたラス・ヨハンソンが入れ替わる形で加入した。
5人は共同生活をしながらデモを制作し、これがプロデューサーのトーレ・ヨハンソンの耳に入って、1994年2月18日に『エマーデイル』でレコード・デビュー。このアルバムは当初、母国スウェーデンでの発売のみであったが、同年9月24日に日本で、以降1997年1月にヨーロッパで、5月にカナダで、そして同年アメリカでも発売された。
1995年発表の2作目のアルバム『ライフ』は日本で大ヒットし、プラチナ・アルバムとなった。また、同アルバムからのシングル「カーニヴァル」はイギリスでヒットした。波に乗ったバンドはマーキュリー・レコードと契約し、アルバム『ファースト・バンド・オン・ザ・ムーン』（1996年）を発表。このアルバムからは、アメリカ映画『ロミオ+ジュリエット』の中で使用された「ラヴフール」が世界中でヒットする(『ビバリーヒルズ青春白書』第7シーズン最終回でもゲスト出演し、「ラヴフール」を披露した)。
この頃は特に日本でのアルバムの売上が大きかったことから、頻繁に来日している（2年間で6回）。
続くアルバム『グラン・トゥーリスモ』（1998年）では、音楽性をよりダークなものに転換しファンからは賛否両論を呼んだが、全世界で250万枚を売り上げるヒット作となった。同アルバムからは「マイ・フェイヴァリット・ゲーム」や「イレイス/リワインド」がシングル・ヒットした。1999年にはトム・ジョーンズの企画アルバム『RELOAD〜オール・スター・デュエット・アルバム』に参加し、コラボレーションした楽曲「バーニング・ダウン・ザ・ハウス」はPVも作成されシングルカットされた。この後、バンドは活動を休止し、ソロ活動に入る。
2003年に活動を再開し、『ロング・ゴーン・ビフォー・デイライト』を発表。この年、スウェーデンで最も売れたアルバム（12万枚）となり、ダブル・プラチナムとなった。2005年には『スーパー・エクストラ・グラヴィティ』を発表。ゴールド・ディスクにはならなかったものの、スウェーデンのチャートで初登場1位になった。
その後は個々の活動が中心となっていたが、2012年のサマーソニックからの招待を機にバンド活動を再開。サマーソニックの前に台湾を訪れ台北で公演を行い、サマーソニック後にはロシア、イスラエル、インドネシア、台湾でも公演を行った。
2023年5月、ニーナはピーターはもうバンドには戻ってこないと明かした、そしてこれから先、カーディガンズとしてのオリジナルアルバムの発売は無いだろうとも。ピーター抜きでアルバムを制作するというアイデアについても却下したとも述べている。ツアーについては今後も散発的に行っていく予定。

## メンバーと主な担当楽器
- ピーター・スヴェンソン Peter Svensson (1974年10月18日-) - ギター
- マグナス・スヴェニンソン Magnus Sveningsson (1972年4月4日-) - ベース
- ニーナ・パーション Nina Persson (1974年9月6日-) - ボーカル
- ベン・ラガーバーグ Bengt Lagerberg (1973年7月5日-) - ドラム
- ラス・ヨハンソン Lars-Olof Johansson (1973年2月23日-) - キーボード、ギター

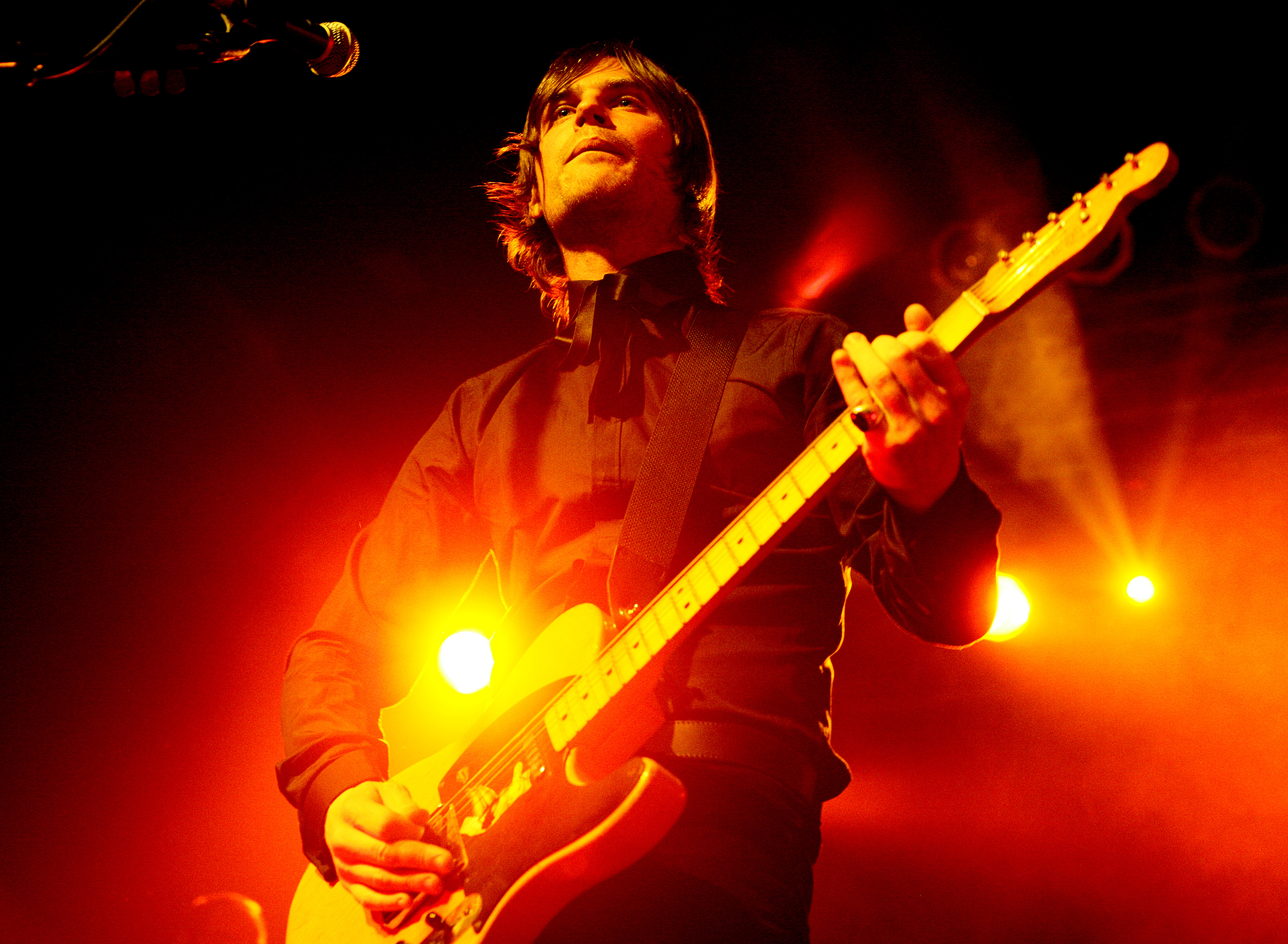
ピーター・スヴェンソン
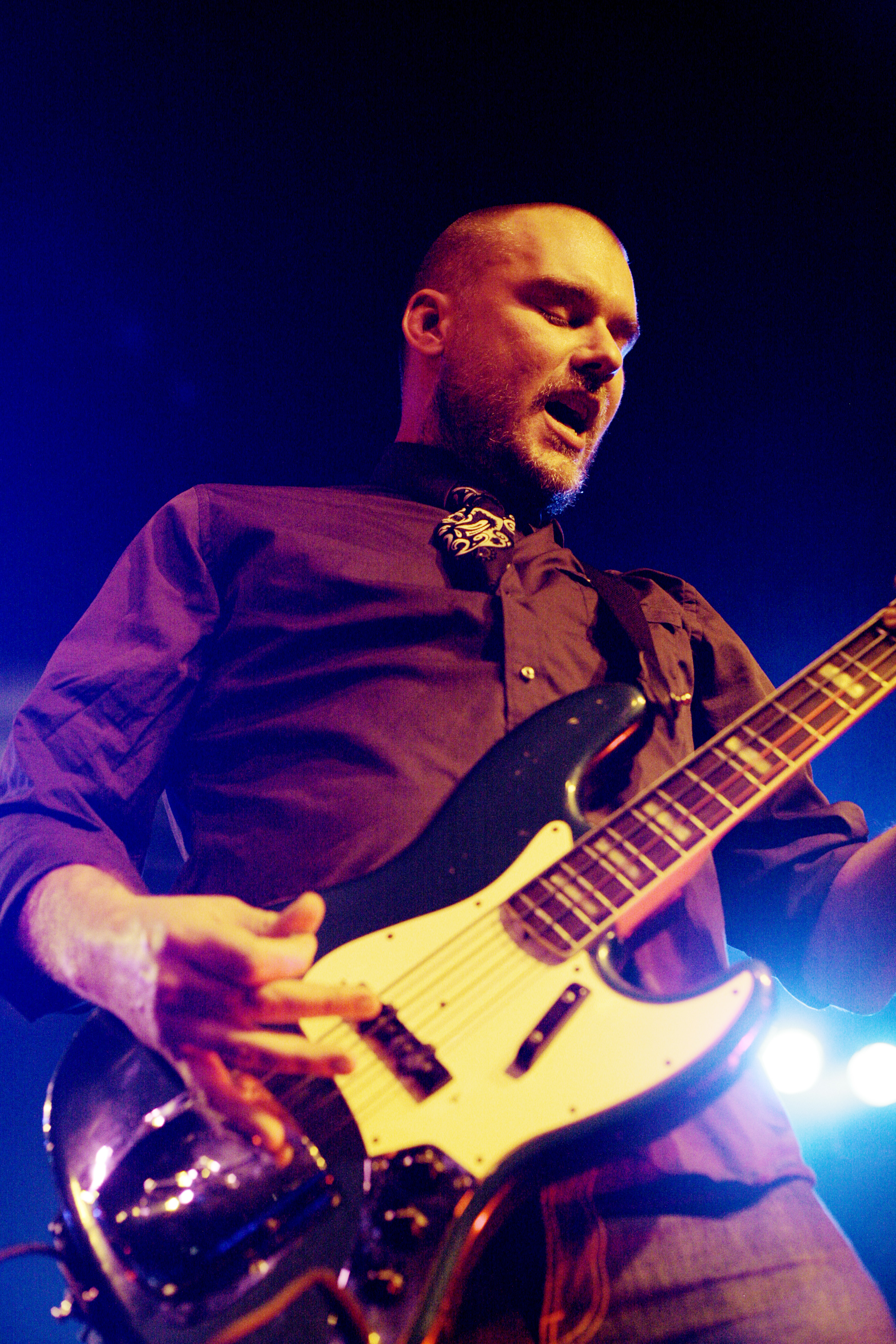
マグナス・スヴェニンソン
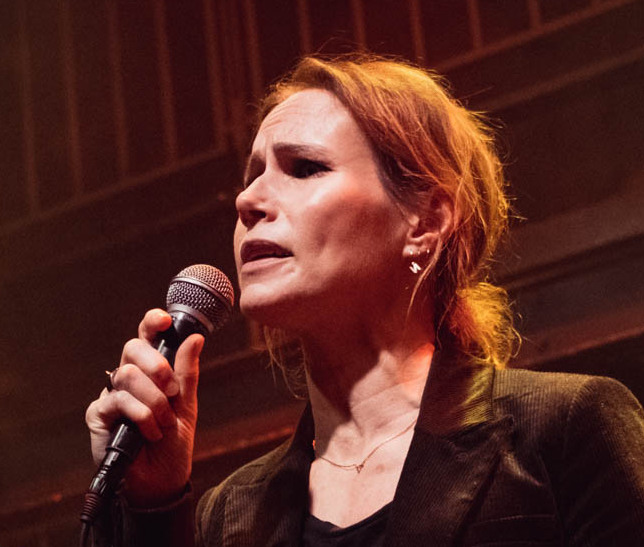
ニーナ・パーション

## ディスコグラフィ

### スタジオ・アルバム
- 『エマーデイル』 - Emmerdale (1994年)
- 『ライフ』 - Life (1995年)
- 『ファースト・バンド・オン・ザ・ムーン』 - First Band on the Moon (1996年)
- 『グラン・トゥーリスモ』 - Gran Turismo (1998年)
- 『ロング・ゴーン・ビフォー・デイライト』 - Long Gone Before Daylight (2003年)
- 『スーパー・エクストラ・グラヴィティ』 - Super Extra Gravity (2005年)

### コンピレーション・アルバム
- 『ジ・アザー・サイド・オブ・ザ・ムーン』 - The Other Side of the Moon (1997年)
- 『シングル・ボックス1』 - Singles Box Vol. 1 (1997年)
- 『シングル・ボックス2』 - Singles Box Vol. 2 (1997年)
- 『ベスト・オブ・カーディガンズ』 - Best of (2008年)

### リミックス・アルバム
- 『グラン・トゥーリスモ・オーバードライブ』 - Gran Turismo Overdrive (1998年)

### ビデオ
- 『ライフ〜ザ・トゥルー・ストーリー』 - Life - The true story (1995年)
- 『ライヴ・イン・ロンドン』 - Live In London (1997年)

### シングル
- 「ライズ&シャイン」 - "Rise & Shine" (1994年)
- "Black Letter Day" (1994年)
- 「シック&タイアード」 - "Sick & Tired" (1994年)
- 「カーニヴァル」 - "Carnival" (1995年)
- 「ヘイ! ゲット・アウト・オブ・マイ・ウェイ」 - "Hey! Get Out of My Way" (1995年)
- 「ラヴフール」 - "Lovefool" (1996年)
- "Been It" (1996年)
- 「ユア・ニュー・ククー」 - "Your New Cuckoo" (1996年)
- 「マイ・フェイヴァリット・ゲーム」 - "My Favourite Game" (1998年)
- 「イレイス/リワインド」 - "Erase/Rewind" (1999年)
- "Hanging Around" (1999年)
- "Junk of the Hearts" (1999年)
- 「バーニング・ダウン・ザ・ハウス」 - "Burning Down the House" (Tom Jones Feat. The Cardigans) (1999年)
- 「フォー・ホワット・イット・ウォース」 - "For What It's Worth" (2003年)
- "You're the Storm" (2003年)
- "Live and Learn" (2003年)
- "I Need Some Fine Wine and You, You Need to Be Nicer" (2005年)
- "Don't Blame Your Daughter (Diamonds)" (2006年)